# Национална мецовска политехника
Националната мецовска политехника (на гръцки: Εθνικό Μετσόβιο Πολυτεχνείο), наричана също Атинска политехника, е висше техническо училище в Атина, Гърция.
Основано през 1836 година, до средата на XX век то е единственото висше техническо училище в страната, като от 1873 година носи името „мецовска“ по желание на няколко големи дарители от епирското градче Мецово. Към 2009 година в него работят около 700 преподаватели и се обучават близо 10 хиляди студенти и докторанти.